# Bodo Theodor Adolphi
Bodo Theodor Adolphi (* 22. August 1939 in Hamburg; † 17. Mai 2020 ebenda) war ein deutscher Politiker (Schill, Pro DM, HeimatHamburg, AfD) und Mitglied der Hamburgischen Bürgerschaft.

## Leben
Adolphi wohnte seit 1960 in Hamburg-Langenhorn, war über 60 Jahre lang verheiratet und hat vier erwachsene Kinder. Nach der Schule absolvierte er zunächst eine Ausbildung bei der Deutschen Bundespost. Er war von 1959 bis 1999 Polizeibeamter der Hamburger Polizei. Als Mitglied der Deutschen Polizeigewerkschaft (DPolG) hatte er seit 1961 verschiedene Funktionen inne. Adolphi war der Bruder des ehemaligen Abgeordneten Friedrich Adolphi.

## Politik
Adolphi war von Oktober 2001 bis März 2004 Mitglied der Bürgerschaft der Freien und Hansestadt Hamburg. Als Landtagsabgeordneter war er Mitglied des Innenausschusses. Adolphi war bis Dezember 2003 Mitglied der Partei Rechtsstaatlicher Offensive und deren Fraktion in der Hamburgischen Bürgerschaft. Im Dezember 2003 trat er mit fünf weiteren Abgeordneten aus der Partei und aus der Fraktion aus und war fortan Mitglied der Pro Deutsche Mitte – Initiative Pro D-Mark. Im Frühjahr 2007 trat er der neu gegründeten Partei Roger Kuschs Rechte Mitte HeimatHamburg bei. Nach Gründung der Alternative für Deutschland trat er dieser bei und war dort Beisitzer im Bezirksvorstand Hamburg-Nord. Bei den Bezirksversammlungswahlen am 25. Mai 2014 wurde er in die Bezirksversammlung Hamburg-Nord gewählt. Bei der Bürgerschaftswahl 2015 kandidierte er auf dem ersten Platz der Wahlkreisliste Fuhlsbüttel – Alsterdorf – Langenhorn, verfehlte aber den Einzug in die Bürgerschaft. Am 14. Januar 2016 erklärte er in der Sitzung der Bezirksversammlung Hamburg-Nord seinen Austritt aus der AfD-Gruppe, die damit zu existieren aufhörte. Er wolle aber weiterhin AfD-Mitglied bleiben. Später bildete er mit dem anderen AfD-Abgeordneten Jens Eckleben erneut eine Parlamentarische Gruppe. Zur Bezirksversammlungswahl 2019 trat er nicht mehr an.

## Quelle
- Abgeordnetenhandbuch der Hamburgischen Bürgerschaft